# 森山アスカ
森山 アスカ（もりやま あすか、1994年12月15日 - ）は、日本の女優。以前はトライストーン・エンタテイメントに所属していた。

## 出演

### テレビドラマ
- ホテルコンシェルジュ（2015年）守山麻里 役
- でも、結婚したいっ！〜BL漫画家のこじらせ婚活記〜（2017年4月4日、フジテレビ）

### 映画
- カノジョは嘘を愛しすぎてる（2013年）

### 舞台
- the CiRCLe（2012年）青山円形劇場
- 問題のない私たち（2012年）
- ダンスレボリューション〜ホントのワタシ〜 （2012年）
- PROPAGANDA STAGE「獅子」 （2014年）
- 劇団TEAM-ODAC第15回本公演「僕らの深夜高速」（2014年）
- 居酒屋お夏（2015年）
- 幻の城〜戦国の美しき狂気〜（2015年）
- H12（2015年）